# Elektroda kombinowana
Po zanurzeniu w roztworze jest ogniwem pomiarowym. 
Zbudowana jest z elektrody szklanej i elektrody chlorosrebrowej umieszczonej we wspólnej oprawce. Membrana szklana elektrody wykonana jest ze specjalnego szkła o małym oporze i dużej wytrzymałości mechanicznej. Elektroda składa się z części szklanej (wskaźnikowej) zakończonej kulistą banieczką (membraną), której potencjał zależy od pH badanego roztworu oraz części odniesienia zakończonej przeponą o potencjale niezależnym od pH badanego roztworu. Rolę półogniwa odniesienia pełni elektroda chlorosrebrowa, która zanurzona jest w nasyconym roztworze chlorku potasu.